# Dumanjug
Dumanjug es un municipio filipino perteneciente a la provincia de Cebú, en las Bisayas Centrales.

## Geografía
Se encuentra en la costa sudoccidental de la isla de Cebú, en la boca del río del mismo nombre.

## Historia
Hacia comienzos del siglo XX, el lugar, ya por entonces perteneciente a la provincia de Cebú, tenía contabilizada una población de 4217 habitantes. En 2020, el municipio de Dumanjug tenía censados 57 823 habitantes.